# Chiesa delle Sante Margherita e Pelagia
La chiesa delle Sante Margherita e Pelagia, comunemente chiamata chiesa di Santa Rita,  è un luogo di culto cattolico di Cremona, situato in via Sigismondo Trecchi. Fu ricostruita in forme rinascimentali da Giulio Campi, che realizzò anche il ciclo di affreschi all'interno, per volere dell'umanista Marco Girolamo Vida.

## Storia
Nel 1519 fu eletto priore dell'antica chiesa il vescovo di Alba Marco Girolamo Vida, letterato cremonese. Fu questi a promuoverne l'integrale ricostruzione, negli anni quaranta del Cinquecento, affidando secondo le antiche fonti il progetto al pittore cremonese Giulio Campi, a quel tempo il più affermato artista presente in città, occupato nella decorazione della chiesa di san Sigismondo.  Altri studiosi propendono invece per affidarne la paternità architettonica ai Dattaro.   
La chiesa fu la cappella del Seminario dal 1588 al 1889, quando, a causa del trasferimento dell’Istituto fu chiusa per quasi mezzo secolo. Fu solennemente riaperta il 22 maggio del 1929, festività di Santa Rita da Cascia, e da allora è dedicata al culto di questa santa, in onore della quale avviene la benedizione delle rose.   
Il vasto ciclo di affreschi che la ricopre all'interno fu intermante ideato e realizzato da Giulio Campi, probabilmente di concerto con il Vida.